# Moléans
Moléans – miejscowość i gmina we Francji, w Regionie Centralnym, w departamencie Eure-et-Loir.
Według danych na rok 1990 gminę zamieszkiwało 510 osób, a gęstość zaludnienia wynosiła 46 osób/km² (wśród 1842 gmin Centre, Moléans plasuje się na 676. miejscu pod względem liczby ludności, natomiast pod względem powierzchni na miejscu 1094.).